# Удод Олександр Андрійович
Олекса́ндр Андрійович Удо́д (10 травня 1957, Тарасівка Пологівського району Запорізької обл.)
 — голова Державного комітету архівів України у 2008—2009, завідувач відділу української історіографії Інституту історії України НАН України (з 2006), доктор історичних наук (2000), професор (2002), член-кореспондент Національної академії педагогічних наук України. Заступник голови Національної спілки краєзнавців України, Почесний краєзнавець України (2017).

## З життєпису
1974—1978 навчався на історичному факультеті Запорізького державного педагогічного інституту. В період 1978—1992 років працював вчителем історії, згодом директором школи, завідувачем РайВНО. У 1992—1998 роках обіймав посаду начальника Дніпропетровського управління освіти, заступника голови облдержадміністрації з політико-правових питань. З 2001 головний редактор видавництва «Генеза».
1991—1994 роки — аспірантура Дніпропетровського державного університету. Тема кандидатської дисертації «К. Г. Гуслистий — історик України». 1998—2000 роки — докторантура Дніпропетровського університету, тема дисертаційної роботи «Роль історичної науки та освіти у формуванні духовних цінностей українського народу (1920—1930-ті роки)».
2003—2004 — директор Інституту навчальної літератури Мін-ва освіти і науки України.
Із 2006 — завідувач відділу української історіографії та спеціальних історичних дисциплін (нині відділ української історіографії) Інституту історії України НАН України.
Директор Інституту інноваційних технологій і змісту освіти МОН України (усунутий від виконання обов'язків у 2014 році). Член-кореспондент НАПН України (Відділення загальної середньої освіти (обраний 19 листопада 2010)).
Дослідник української історіографії, історії історичної науки та освіти в Україні 1920-30-х років. Автор (співав.) понад 250 наук. праць, більше 10 монографій.